# Маргарет Атууд
Маргарет Елинор Атууд (на английски: Margaret Eleanor Atwood) е канадска писателка, поетеса и литературна критичка, известна със своя национализъм и феминизъм.

## Биография
Маргарет Атууд е родена през 1939 г. в Отава в семейството на ентомолога Карл Едмънд Атууд. Поради изследователската работа на баща си прекарва голяма част от своето детство, местейки се между Северен Квебек, Отава, Су Сент Мери и Торонто. От 1957 г. следва в Университета на Торонто, като получава бакалавърска степен през 1961 г. Получава и магистърска степен в Харвардския университет в Съединените щати през 1962 г. По-късно подготвя отново там докторат, но така и не го защитава.
През следващите години Атууд преподава литература в Университета на Британска Колумбия (1965), Университета „Сър Джордж Уилямс“ в Монреал (1967 – 1968), Университета на Албърта в Едмънтън (1969 – 1979), Йоркския университет в Торонто (1971 – 1972) и Нюйоркския университет.
От 1968 до 1973 г. е омъжена за Джим Полк, а след това – за писателя Грим Гибсън, от когото има дъщеря.

## Признание
Почетни докторати
- Trent University, 1973
- Queen's University, 1974
- Concordia University, 1980
- Smith College, 1982
- University of Toronto, 1983
- University of Waterloo, 1985
- University of Guelph, 1985
- Mount Holyoke College, 1985
- Victoria College, 1987
- Université de Montréal, 1991
- University of Leeds, 1994
- McMaster University, 1996
- Laurentian University, 2001
- Харвардски университет, 2004
- Ontario College of Art & Design, 2009
- Bard College, 2010
- National University of Ireland, Galway, 2011[3]
- Ryerson University, 2012
- Royal Military College of Canada, 2012

### Романи
- The Edible Woman (1969)
- Surfacing (1972)
- Lady Oracle (1976)
Ясновидката. Превод от английски Мариана Шипковенска. София: „Народна култура“, 1982, 502 с. (Библиотека „Панорама“ 150)
Ясновидката. Превод от английски Мариана Шипковенска. София: Orange Books, 2018, 448 с.
- Life Before Man (1979, финалист за Наградата на Генерал-губернатора на Канада)
- Bodily Harm (1981)
- The Handmaid's Tale (1985, носител на наградата „Артър Кларк“ за 1987 г. и на Наградата на Генерал-губернатора на Канада за 1985 г., финалист за наградата „Букър“ за 1986 г.)
Разказът на прислужницата. Превод от английски Надежда Розова. София: Orange Books, 2017, 416 с.
- Cat's Eye (1988, финалист за Наградата на Генерал-губернатора на Канада за 1988 г. и за наградата „Букър“ за 1989 г.)
- The Robber Bride (1993, финалист за Наградата на Генерал-губернатора на Канада за 1994 г. и номинация за наградата „Джеймс Типтрий“)
- Alias Grace (1996, носител на наградата „Гилър“ за 1996 г., финалист за наградата „Букър“ за 1996 г. и за Наградата на Генерал-губернатора на Канада за 1996 г., включен в краткия списък за наградата „Ориндж“ за 1997 г.)
Наричаха я Грейс. Превод от английски Мариана Екимова-Мелнишка. София: Лъчезар Минчев, 2001, 560 с.
Наричаха я Грейс. Превод от английски Мариана Екимова-Мелнишка. София: Orange Books, 2023, 632 с.
- The Blind Assassin (2000, носител на наградата „Букър“ за 2000 г. и финалист за Наградата на Генерал-губернатора на Канада за 2000 г., включен в краткия списък за наградата „Ориндж“ за 2001 г.)
Слепият убиец. Превод от английски Здравка Славянова. София: ИК „Обсидиан“, 2001, 512 с.
Слепият убиец. Превод от английски Здравка Славянова. София: Orange Books, 2021, 744 с.
- Oryx and Crake (2003, финалист на наградата „Букър“ за 2003 г. и за Наградата на Генерал-губернатора на Канада за 2003 г. и включен в краткия списък за наградата „Ориндж“ за 2004 г.)
Орикс и Крейк. Превод от английски Богдан Русев. София: Orange Books, 2020, 508 с.
- The Penelopiad (2005, номиниран за Mythopoeic Fantasy Award for Adult Literature за 2006 г. и избор в дългия списък на номинирани за наградата „IMPAC“ за 2007 г.)
Одисеята на Пенелопа. София: INK, 2006, 146 с.
- The Year of the Flood (2009, Oryx and Crake companion, избор в дългия списък на номинирани за наградата „IMPAC“ за 2011 г.)
- MaddAddam (2013) (Третият роман от трилогията Oryx and Crake, Goodreads Choice for Best Science Fiction 2013)
- Scribbler Moon (2014; написан като част от Future Library project)
- The Heart Goes Last (2015)
Сърцето се предава последно. Превод от английски Надежда Розова. София: Orange Books, 2023, 480 с.
- The Testaments (2019, продължение на романа „Разказът на прислужницата“, награда „Букър“ за 2019)
Заветите. Превод от английски Надежда Розова. София: Orange Books, 2020, 536 с.

### Стихосбирки
- Double Persephone (1961)
- The Circle Game (1964, носител на Наградата на Генерал-губернатора на Канада за 1966 г.)
- Expeditions (1965)
- Speeches for Doctor Frankenstein (1966)
- The Animals in That Country (1968)
- The Journals of Susanna Moodie (1970)
- Procedures for Underground (1970)
- Power Politics (1971)
- You Are Happy (1974). Включва стихотворението Song of the Worms
- Selected Poems (1976)
- Two-Headed Poems (1978)
- True Stories (1981)
- Love Songs of a Terminator (1983)
- Snake Poems (1983)[4]
- Interlunar (1984)
- Selected Poems 1966 – 1984 (Канада)
- Selected Poems II: 1976 – 1986 (САЩ)
- Morning in the Burned House, McClelland & Stewart (1995)
- Eating Fire: Selected Poems, 1965 – 1995 (Великобритания, 1998)
- The Door (2007)
- Dearly (2020)
Сърдечно. Превод от английски Ангелина Александрова. София: Orange Books, 2021, 152 с.

### Книги за деца
- Up in the Tree (1978)
- Anna's Pet (1980) (with Joyce C. Barkhouse)
- For the Birds (1990) (with Shelly Tanaka)
- Princess Prunella and the Purple Peanut (1995)
- Rude Ramsay and the Roaring Radishes (2003)
- Bashful Bob and Doleful Dorinda (2006)
- Wandering Wenda and Widow Wallop’s Wunderground Washery (2011)[5]

### Сборници с разкази
- Dancing Girls (1977, носител на наградата „Сейнт Лоурънс“)
- Murder in the Dark (1983)
- Bluebeard's Egg (1983)
- Wilderness Tips (1991, финалист за Наградата на Генерал-губернатора на Канада)
- Good Bones (1992)
- Good Bones and Simple Murders (1994)
- The Labrador Fiasco (1996)
- The Tent (2006)
- Moral Disorder (2006)
- Stone Mattress (2014)
Каменното ложе. Превод от английски Надежда Розова. София: Ориндж буукс, 2018, 312 с.

### Есеистика и критика
- Survival: A Thematic Guide to Canadian Literature (1972)
- Days of the Rebels 1815 – 1840 (1977)
- Second Words: Selected Critical Prose (1982)
- Through the One-Way Mirror (1986)
- Strange Things: The Malevolent North in Canadian Literature (1995)
- Negotiating with the Dead: A Writer on Writing (2002)
- Moving Targets: Writing with Intent, 1982 – 2004 (2004)
- Writing with Intent: Essays, Reviews, Personal Prose--1983-2005 (2005)
- Payback: Debt and the Shadow Side of Wealth (2008)
- In Other Worlds: SF and the Human Imagination (2011)

### Телевизионни сценарии
- The Servant Girl (1974)
- Snowbird (1981)
- Heaven on Earth (1987)